# Oenothera glazioviana
L'enagra di Glaziou o enagra di Lamarck, (nome scientifico Oenothera glazioviana Micheli 1877), è una pianta di un metro e mezzo di altezza con fiori gialli particolarmente grandi che appartiene alla famiglia delle Onagraceae.

## Descrizione

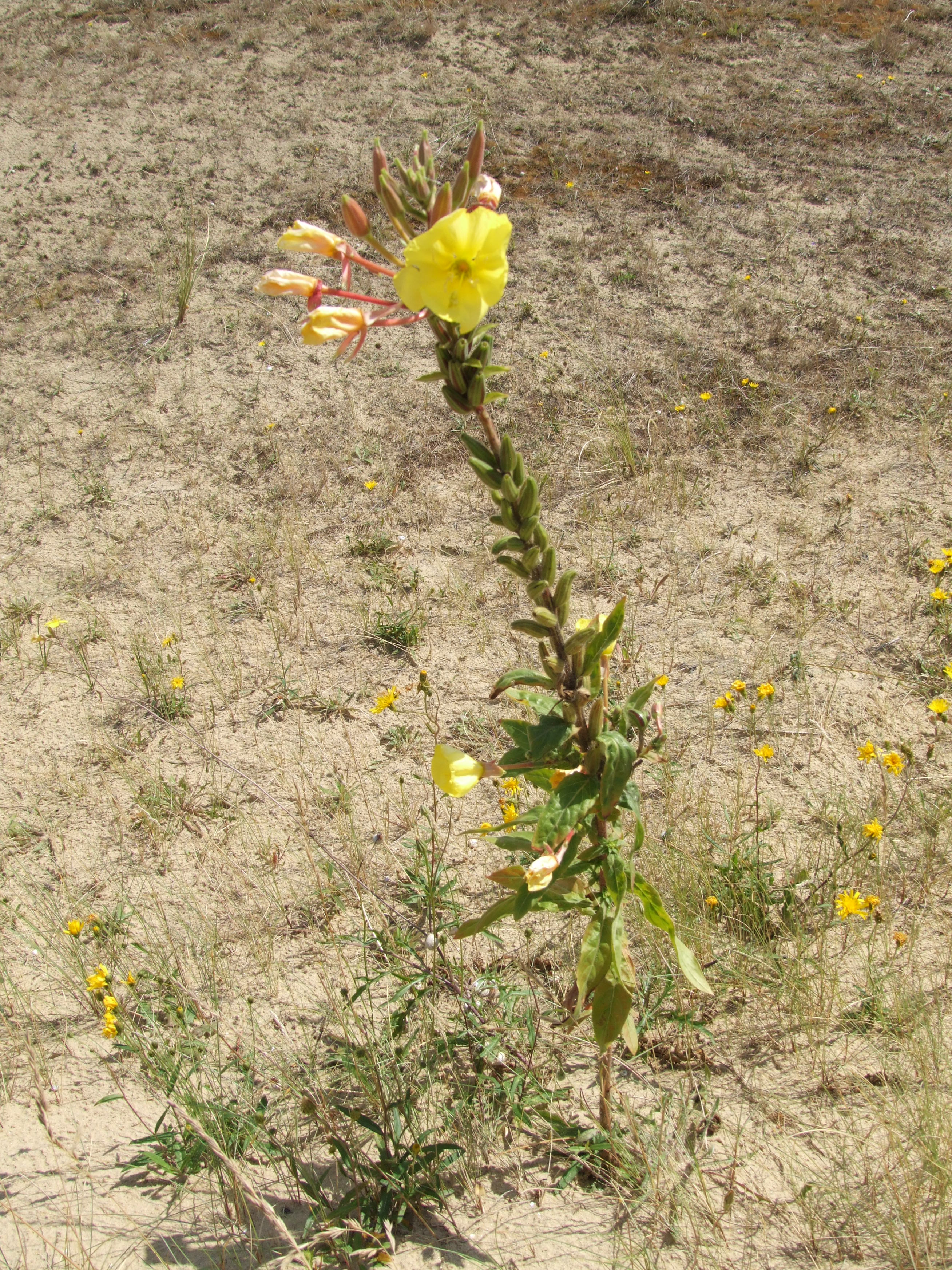
Oenothera glazioviana

Fusto eretto poco ramificato ricoperto di corti peli. Le foglie sono disposte in modo alterno. Il fiore grande (9 cm di diametro) consiste di quattro petali gialli grandi (5 cm di larghezza) sovrapposti. Contiene 8 stami e uno stigma a forma di croce particolarmente allungato durante l'antesi, supera le antere e quasi fuoriesce dalla corolla.

Al tramonto i fiori si aprono di colpo nel giro di pochi secondi e già il mattino seguente perdono la loro freschezza e sfioriscono. La sera seguente si aprono altri fiori. Ogni fusto porta all'estremità tanti boccioli a forma di cono di cui si aprono ogni sera due o tre dei boccioli inferiori.
Anche se il nome Oenothera erytrosepali è soltanto un sinonimo, esso indica che i sepali di questa specie sono leggermente rossi.
L'autofecondazione avviene quando i fiori sono ancora chiusi nel bocciolo.

## Habitat e storia
Le piante del genere Oenothera sono originarie del Nord-America e furono introdotte in Europa nel 1614 nell'Orto botanico di Padova. Da allora si è diffusa anche la specie O. glazioviana che venne coltivata in giardini privati e pubblici per la sua bellezza e la caratteristica fioritura serale. Si trova anche in campi aperti e lungo ruscelli.

Le radici sono commestibili e nel passato venivano mangiate dopo il pasto per insaporire il vino.

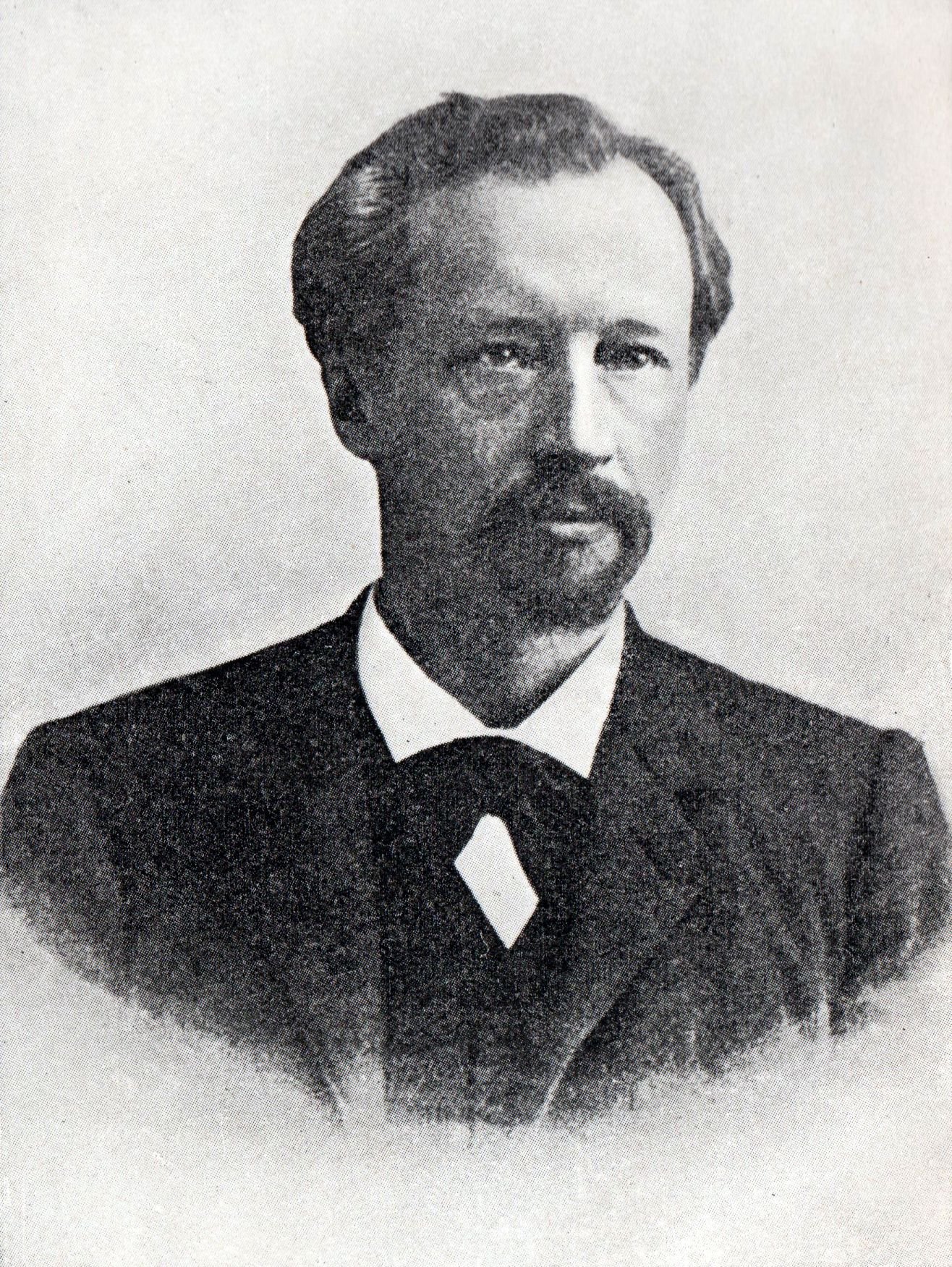
Hugo de Vries (1848-1935)

## Nella ricerca scientifica
L'Oenothera fu molto studiata per le sue caratteristiche di ereditarietà genetica. Lo studioso Hugo de Vries (1848-1935), biologo olandese, fu il primo a usare Oenothera glazioviana (enagra di Lamarck) per i suoi esperimenti sulla mutazione. Egli era convinto che le mutazioni, termine coniato da lui, avvenissero con salti (vedi saltazionismo) invece che con piccole graduali modificazioni come sostenuto da Charles Darwin. Facendo incroci con varie Oenothera, de Vries ottenne delle piante con delle caratteristiche nuove e stabili nel tempo. Egli credette allora di avere trovato delle specie nuove generate per mezzo di mutazioni a salti. Si trattava invece di piante ibride poiché l'Oenothera presenta una segregazione anomala tra i cromosomi durante la meiosi. L'anomalia consiste nel fatto che i cromosomi materni e paterni formano due anelli invece di appaiarsi tra omologhi. Non avviene crossing-over, non c'è scambio genetico, per cui la pianta produce soltanto quattro tipi di semi: due con i due complessi uguali (gg e vv) e due con due complessi diversi (gv e vg). Siccome nell'Oenothera la omozigosi è letale, soltanto i semi ibridi sono fertili. Questo spiega perché le varietà di Oenothera sono stabili nel tempo, il che dava a de Vries l'illusione di avere creato nuove specie.

Le varietà di Oenothera lamarckiana che de Vries isolò non erano quindi causate da mutazioni di geni specifici come le intendiamo oggi. Quindi de Vries, sulla base di osservazioni erronee, ideò la teoria delle mutazioni che allora fu un lavoro importante che accelerò enormemente la ricerca sulla mutazione.